# 鈴木透 (獣医師)
鈴木 透（すずき とおる、1959年10月21日- ）は、日本の獣医師。オダガワ動物病院院長。

## 来歴
1959年、神奈川県に生まれる。競走馬が好きだったことがきっかけで獣医学の道を選び、北里大学獣医畜産学部獣医学科に入学。在学中に臨床に興味を持つようになる。同大学大学院獣医畜産学部獣医学専攻修了。開業医のもとで勤務したのち、日本獣医畜産大学研究生を経て、1991年に神奈川県川崎市多摩区登戸にオダガワ動物病院を設立した。開院当初より犬猫のみならず、小型鳥類（セキセイインコ、ブンチョウ、オカメインコ、コザクラインコ）、ウサギ、モルモット、ハムスター、フェレットなどエキゾチックペットの診療も行っており、学会や研究会においてエキゾチックアニマルを対象とした診療に関しての研鑽を積み、臨床に生かしてきた。

## 人物
- 院長を務める医院の「オダガワ」は、川崎で長く商売をしていた実家の屋号。
- 趣味はアウトドア、好きな観光地は高尾山、奥多摩、丹沢。[2]

## 所属学会
- エキゾチックペット研究会
- 川崎市獣医師会

## 学術活動
- 第67回実験動物カンファレンス
  - 「小鳥の生化学検査」、「小鳥の血液検査」2004年1月

- 東京都獣医師会
  - 「ウサギの子宮・卵巣腫瘍の検討」2002年
  - 「細胞診で卵巣腫瘍が疑われ、子宮留水症を併発したウサギの治療例について」2003年
  - 「ウサギの肥満細胞腫の1例」2004年10月

- エキゾチックペット研究会
  - 「ウサギの卵巣・子宮腫瘤の検討2」2005年3月
  - 「ウサギのリンパ腫にCOP療法をおこなった1症例について」2006年3月
  - 「症例報告 ウサギにおいて同一検体を富士ドライケム・ベットテスト・ベットスキャンで測定した場合の生化学検査値の考察」2008年[3]
  - （症例発表会）「ハトにおける翼下皮下静脈採血と爪切り採血時の血液・生化学値の比較・検討について 」2008年3月[4]
  - 「ウサギにおいて耳介動脈と橈骨皮静脈から同時採血した時の生化学検査・血液ガスの相違について」、「ウサギにおいて耳介動脈と橈骨皮静脈から同時採血した時の血液検査(CBC)の相違について」2009年3月
  - 「ウサギとハトにおける血漿・血清蛋白分画の検査の意義」2010年3月 [1]